# Dendroleon pantherinus
Fourmilion panthère
Espèce
Synonymes
- Myrmeleon pantherinum Fabricius, 1787 (protonyme)
- Myrmeleo pantherinus (Fabricius, 1787)
- Glenurus pantherinus (Fabricius, 1787)
- Myrmeleon ocellatum Borkhausen, 1791
- Myrmecoleon ocellatum (Borkhausen, 1791)

Le fourmilion panthère (Dendroleon pantherinus) est une espèce de névroptères de la famille des Myrmeleontidae.

## Description

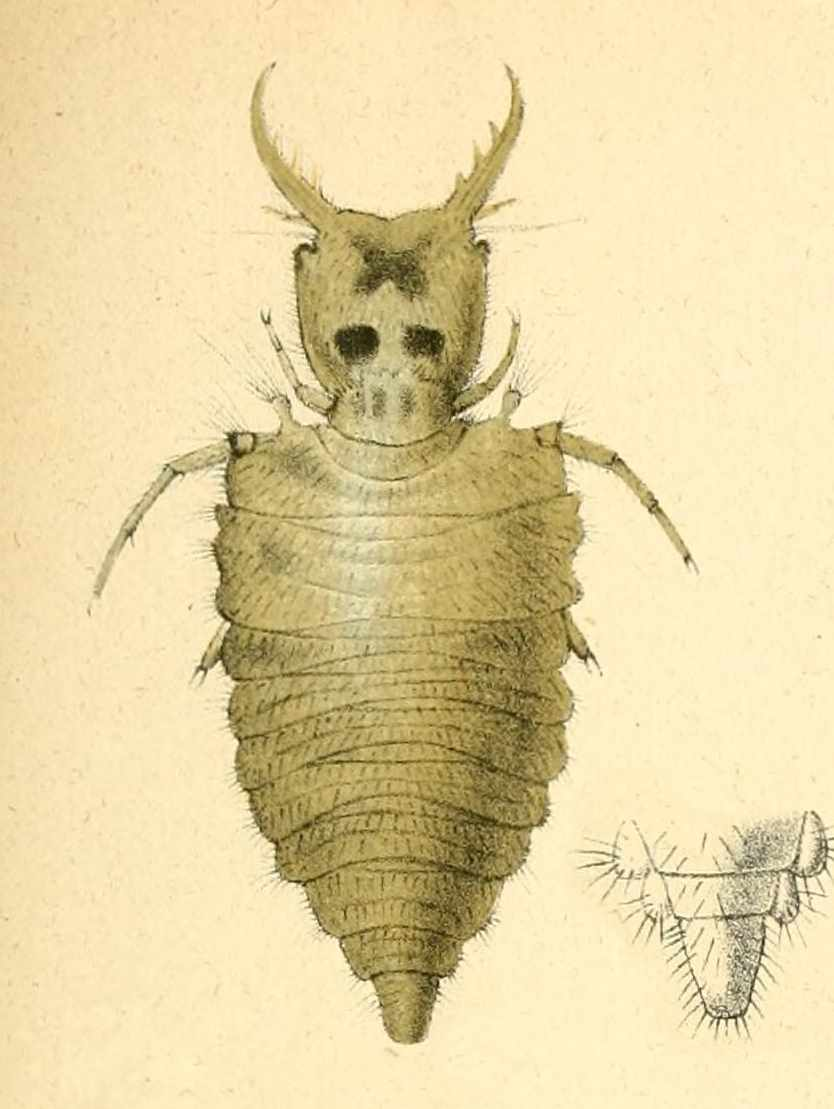
Dessin de la larve par Friedrich Moritz Brauer (1867).

L'imago se reconnaît aisément aux motifs remarquables ornant ses ailes et lui valant son nom de « fourmilion panthère ». La larve se caractérise par un prolongement conique à l'extrémité de l'abdomen.

## Écologie
Contrairement aux larves d'autres fourmilions, celle de D. pantherinus ne fait pas de piège-entonnoir mais chasse dans le terreau des cavités d'arbres. Le développement larvaire a généralement lieu dans le chêne (Quercus) ou le châtaignier (Castanea), la première essence étant préférée au nord des Alpes et la seconde au sud, mais peut également se faire dans d'autres arbres, tels le Hêtre commun (Fagus sylvatica), l'Érable à feuilles d'obier (Acer opalus), l'If commun (Taxus baccata) ou possiblement les vieux peupliers (Populus).

## Répartition
L'aire de répartition de cette espèce couvre une grande partie de l'Europe, à l'exception de la péninsule ibérique, et s'étend à l'Est jusqu'au Caucase. Les populations situées en Asie, à l'est jusqu'en Chine, correspondraient en effet à une espèce différente selon le névroptérologiste russe Krivokhatsky, suivi par les italiens Badano et Pantaleoni. Cette espèce de fourmilion semble particulièrement rare et localisée.

## Taxonomie
L'espèce est décrite en 1787 par l'entomologiste danois Johan Christian Fabricius, sous le protonyme Myrmeleon pantherinum. Le genre Dendroleon est créé par Friedrich Moritz Brauer en 1866, et le Fourmilion panthère en est l'espèce type,.